# 苗金鳳
苗金鳳（英語：Miu Kam Fung，1945年10月5日—），原名林慧珊，香港著名影視甘草演員，曾為前佳藝電視、亞洲電視及無綫電視合約藝人，與1970年代曾她在分別加入兩大免費電視台，曾於拍攝多齣劇集，之後一直轉職到舞臺劇發展、現今定居於香港新界將軍澳。

## 簡歷
苗金鳳出身自富裕家庭，有六個兄弟姊妹和排行第七。其父親是英美煙草大班，在她三歲時已離世。1962年中學畢業不久，她跟另一位女同學於某日在油尖旺彌敦道逛街，行至香檳大廈附近得知港聯電影公司招考演員，起初沒有當藝人的想法，只是陪伴應募，遂兩人一同會見該公司老闆劉芳，繼而到鑽石山大磡邨片場試鏡。最後，她無奈之下簽了合約和進修演技，並以17歲之齡開始在粵語片中擔正女主角，素以演楚楚可憐的姑娘為主，其保養得宜的芳容亦為觀眾所讚賞。早期的合作搭檔為丁亮及張瑛，後來的拍檔為周驄。其中與張瑛合演的電影《一水隔天涯》及與吳楚帆合演的電影《珍珠淚》更是她的成名作。此外，在喜劇電影《男男女女》中的搞笑形象，深入民心，屢獲好評。
至1970年代中期分別加入無綫電視、佳藝電視以及亞洲電視後，苗金鳳因合約的限制後而沒有再參與演出粵語片。且粵語片亦式微，苗金鳳遂正式投身電視圈，以部頭合約形式拍攝劇集。憑著無綫劇《萍萍》的萍萍、《她的一生》的杜平、《芸娘》的陳芸、《洛神》的絕世美人甄宓及《創業興家》更是她的成名角色及出色代表作，往後於多部電視劇中都擔正女主角，苗金鳳曾在因惜未能像又與趙雅芝、繆騫人、黃杏秀、李司棋、黃淑儀、李琳琳、汪明荃等1970年代起開始成為早年第一代無綫電視著名的「四大花旦」之一。
1978年拍畢《大亨》後，1979年離開無綫電視後轉投麗的電視（亞洲電視前身）。同年開始而在拍攝電視劇，曾在《奇女子》、《俠盜風流》及《大內群英II》等都有甚重的戲份。但自從麗的電視更名亞洲電視之後，因部分監製及編劇都是新來的、沒有經歷的，他們專門將年輕演員捧為女主角，因此苗金鳳在1983年以後的亞視劇集都只是飾演些慈母、阿姨、二奶等角色。
1980年，曾是演出電影《誓不兩立》，1991年離開亞視後再次重返無綫，但不受重用，被無綫投閒置散三年後於1994年參演王心慰監製的劇集《第三類法庭》，劇中飾演女主角邵美琪的母親韋金鈴，劇中的霸氣形象，深入民心。1995年加入長壽處境喜劇《真情》劇組，飾演越南仔（黃德斌飾演）之母莫少芬（越南婆），劇中與關海山及黎萱有不少對手戲。1998年在台慶劇《烈火雄心》中挑戰高難度角色，飾演精神分裂患者范瑞燕一角，再獲好評。
1999年，苗金鳳再次重返亞洲電視，參演《快活谷》及《萬家燈火》等經典劇。至2005年後開始淡出娛樂圈，並移居馬來西亞，偶爾她在客串演出香港或中國內地電視劇及電影圈等等。至2013年，與盧大偉闊別了多年、她獲監製曾志偉及陳維冠邀請演出無綫重頭劇《女人俱樂部》，並在劇中飾演的野蠻奶奶「黃趙詠梅」一角，其演技大獲好評，深受觀眾肯定，更被網民及觀眾認為能夠問鼎《萬千星輝頒獎典禮2014》「最佳女配角」獎項。2014年則參與演出英皇娛樂製作的舞台劇《杜老誌》。

## 軼聞
苗金鳳在出道初期是使用本名「林慧珊」拍攝電影。當第一套粵語片《雙鳳仇》讓她成名後，因那時業界沒有人以真名謀生，故劉芳就替其取一個藝名；「苗」姓特別容易令人記得，加上內地有套電影叫《苗銀鳳》，「銀」轉「金」字會較響亮，自此「苗金鳳」這個藝名便沿用至今，然而她認為這很噁心又俗氣，且不適合自己。

## 演出作品

### 電影
| 電影名             | 導演       | 合演                     | 角色             |
| 1962年             | 1962年     | 1962年                   | 1962年           |
| ------------------ | ---------- | ------------------------ | ---------------- |
| 《雙鳳仇》         | 黃岱       | 丁亮、黎灼灼、馬笑英     | 施小鳳、賴愛蓮   |
| 1963年             |            |                          |                  |
| 《千金之女》       | 李鐵       | 丁亮、李香琴、馬笑英     | 宋天麗           |
| 《彩鳳驚魂》       | 黃岱       | 丁亮、黃曼梨、姜中平     | 呂淑蘭           |
| 《孤鳳雙雛》       | 盧敦       | 李鵬飛、黎灼灼、陳巧兒   | 林潔芳           |
| 《豪門怨》         | 黃岱、朱克 | 丁亮、姜中平、石堅       | 丘紫湘           |
| 1964年             |            |                          |                  |
| 《俏冤家》         | 唐龍       | 丁亮、梁醒波、鄭君綿     | 周燕芳           |
| 《男男女女》       | 唐龍       | 夏萍、張瑛、吳楚帆       | 英               |
| 《香港屋簷下》     | 李晨風     | 吳楚帆、李鵬飛、丁亮     | 朱欣欣           |
| 《孽債親情》       | 劉芳       | 丁亮、李清、黃曼梨       | 梁鳳兒           |
| 1965年             |            |                          |                  |
| 《珍珠淚》         | 左几       | 丁亮、吳楚帆、高魯泉     | 方珍珠           |
| 1966年             |            |                          |                  |
| 《一水隔天涯》     | 左几       | 丁亮、張瑛、李敏         | 黃蕙萊           |
| 《毒天使》         | 陳雲       | 胡楓、羅蘭、李鵬飛       | 林綺梅           |
| 1967年             |            |                          |                  |
| 《矇查查的愛情》   | 盧敦       | 江漢、梁珊               | 李月琴           |
| 1968年             |            |                          |                  |
| 《紅燈記》         | 黃雄       | 丁亮、王小燕             | 小 販            |
| 1969年             |            |                          |                  |
| 《兇手尋兇》       | 盧敦       | 丁亮、江濤、筱華         | 蘇 絲            |
| 《意亂情真》       | 李兆熊     | 周驄、勞若冰、丁亮       | 江素嫻           |
| 1972年             |            |                          |                  |
| 《半生牛馬》       | 李晨風     | 周驄、王鏗、李月清       | 打壞輝妻         |
| 《群芳譜》         | 李晨風     | 周驄、江濤、唐紋         |                  |
| 1980年             |            |                          |                  |
| 《誓不兩立》       | 陳文       | 丁亮、余家倫、白茵       | 美 寶            |
| 1994年             |            |                          |                  |
| 《都市情緣》       | 劉鎮偉     | 黎明、吳孟達、吳倩蓮     |                  |
| 1995年             |            |                          |                  |
| 《終身大事》       | 錢昇瑋     | 劉青雲、吳耀漢、陳德容   | 大姑姐           |
| 1997年             |            |                          |                  |
| 《西廂艷譚》       | 林義雄     | 川村千里、王書麒、徐錦江 | 相國夫人（鄭氏） |
| 《聊齋艷譚之幽媾》 | 林義雄     | 徐錦江、彭丹、麥加玲     | 皇母娘娘         |

### 電視劇（無綫電視）
| 首播   | 劇名             | 角色                |
| ------ | ---------------- | ------------------- |
| 1973年 | 萍萍             | 萍 萍               |
| 1973年 | 年關             |                     |
| 1974年 | 她的一生         | 杜 平               |
| 1974年 | 芸娘             | 陳 芸               |
| 1974年 | 梁天來           |                     |
| 1975年 | 創業興家         |                     |
| 1975年 | 洛神             | 甄 宓（文昭甄皇后） |
| 1975年 | 創業興家II       |                     |
| 1975年 | 民間傳奇之金葉菊 | 林夢仙              |
| 1975年 | 民間傳奇之劉知遠 | 李三娘              |
| 1975年 | 民間傳奇之四進士 | 楊素貞              |
| 1975年 | 民間傳奇之碧玉簪 | 李秀英              |
| 1975年 | 民間傳奇之呂蒙正 | 劉翠屏              |
| 1975年 | 夜深沉           | 楊月容              |
| 1976年 | 民間傳奇之步飛煙 | 步飛煙              |
| 1976年 | 狂潮             | Ada                 |
| 1976年 | 七女性之苗金鳳   | 苗金鳳              |
| 1976年 | 香港傳奇         |                     |
| 1976年 | 畸人列傳         |                     |
| 1976年 | 北斗星之少年     |                     |
| 1977年 | 13之殺妻         |                     |
| 1977年 | 淡入淡出         |                     |
| 1977年 | 瑪麗關77         |                     |
| 1978年 | 大亨             | Tina                |
| 1978年 | 幻海奇情         |                     |
| 1994年 | 第三類法庭       | 韋金鈴              |
| 1995年 | 真情             | 莫少芬（越南婆）    |
| 1997年 | 香港人在廣州     | 張三燕              |
| 1998年 | 緣來沒法擋       | 劉李芷萍            |
| 1998年 | 烈火雄心         | 范瑞燕（阿燕）      |
| 1998年 | 妙手仁心         | 廖潔華              |
| 1999年 | 金玉滿堂         | 潘韻琴（二娘）      |
| 2014年 | 女人俱樂部       | 黃趙詠梅            |

### 電視劇（麗的電視／亞洲電視）
| 首播   | 劇名               | 角色              |
| ------ | ------------------ | ----------------- |
| 1979年 | 奇女子             | 宋梁桂鳳          |
| 1979年 | 俠盜風流           | 秋紅葉            |
| 1979年 | 情人箭             | 蕭三夫人          |
| 1979年 | 大白鯊             | 范翠蓮            |
| 1980年 | 湖海爭霸錄         | 燕北飛            |
| 1980年 | 大內群英續集       | 苗翠花            |
| 1980年 | 小小心願           | 范妙香            |
| 1981年 | 出線               | 李 敏             |
| 1981年 | 甜甜廿四味         | 譚 太（Wallen妻） |
| 1981年 | 我要高飛           |                   |
| 1982年 | 老婆愈老愈可愛     |                   |
| 1982年 | 愛情跑道           |                   |
| 1982年 | 家姐、細佬、飛髮舖 | 水伊人            |
| 1982年 | 天堂有路           |                   |
| 1983年 | 誓不低頭續集       | 金曼霞            |
| 1983年 | 情難再             |                   |
| 1984年 | 琴劍恩仇           |                   |
| 1984年 | 醉拳王無忌         | 姚姬              |
| 1986年 | 滿堂紅             |                   |
| 1986年 | 少林五壯士         | 苗翠花            |
| 1986年 | 柔情點三八         | 溫瑞玲            |
| 1989年 | 捉鬼家族           | 包玉琼            |
| 1989年 | 愛情蝙蝠俠         | 潘宏彬母          |
| 1989年 | 小白龍之鋤奸記     | 張夫人            |
| 1989年 | 天劍絕刀           | 金幗麗／金幗英    |
| 1989年 | 皇家檔案之造反有理 | 方小蘭            |
| 1989年 | 兜亂兩仔爺         | 恩華母            |
| 1990年 | 還看今朝           | 邵在秋            |
| 1990年 | 鴻運迫人來         |                   |
| 1991年 | 乖女也瘋狂         | 歐陽芬芳          |
| 1991年 | 廟街豪情           |                   |
| 1991年 | 天地無情           |                   |
| 1991年 | 爭雄歲月           |                   |
| 1991年 | 發達智多星         | 羅譚玉珠          |
| 1991年 | 再造繁榮           | 趙 蘭             |
| 1991年 | 暴雨燃燒           |                   |
| 1992年 | 摩登七十二家房客   |                   |
| 2001年 | 快活谷             | 馬 利（Mary）     |
| 2003年 | 萬家燈火           | 陳細美            |

### 電視劇（馬來西亞HVD）
| 首播   | 劇名     | 角色   |
| ------ | -------- | ------ |
| 1993年 | 天橋夢   |        |
| 1994年 | 巨浪     | 洛美基 |
| 1996年 | 还有明天 | 蔡子君 |
| 1996年 | 蔷薇之泪 |        |
| 1998年 | 永恆的愛 |        |

### 舞台劇
- 2014年7月17 - 26日：英皇娛樂《杜老誌》
  - 2014年9月4 - 20日：《杜老誌》（重演）
  - 2015年1月17 - 2月23日：《杜老誌》（重演）

### 電視劇（佳藝電視）
- 待整理

### 電視劇（香港電台電視部）
- 年代不詳：獅子山下

## 外部連結
- 苗金鳳在香港影庫上的簡介